# ハクズイコウ
ハクズイコウは1960年代に活躍した日本の競走馬である。1966年の天皇賞（春）で記録したレコードは長く破られなかった。
- 特記しない限り馬齢は現表記（満年齢）とする。

## 戦績
三冠馬シンザンと同世代である。デビューが遅れクラシックへの出走は無かった。デビュー後は10戦して2着1回のみ他全勝で天皇賞（秋）に駒を進める。7連勝中ということもあり未知の魅力で2番人気に押されたが、シンザンの2着に敗れた。有馬記念もシンザンの4着。5歳になりカブトシローを破ってアメリカジョッキークラブカップで重賞制覇。天皇賞（春）で大レースを制した。
天皇賞はカブトシロー、キーストン、ダイコーター、チトセオー、エイトクラウンと言った下の世代の強豪も出走していたが、1着ハクズイコウ、2着ウメノチカラとシンザン世代が上位を占めた。着差はウメノチカラに対して2馬身半差であった。また、勝ちタイム3分19秒4は非常に優秀で、従来のレコードを1.9秒縮めた。これはその後モンテプリンスに破られるまで長らくレコードであった。
その後休養に入る。復帰後は調子を落としており、3戦したが有馬記念7着など振るわずそのまま引退した。産駒は東京王冠賞を勝ったダイドウスター、戸塚記念に勝ったハクセイショウなどがいる。1987年種牡馬引退。
尾形は自著『競馬ひとすじ』の中でハクズイコウに対して最大級の賛辞を贈っている。